# ماین‌ویل-ویتربی (نیویورک)
ماین‌ویل-ویتربی (به انگلیسی: Mineville-Witherbee) یک منطقهٔ مسکونی در ایالات متحده آمریکا است که در شهرستان اسکس، نیویورک واقع شده‌است. ماین‌ویل-ویتربی ۱۱٫۵۳ کیلومتر مربع مساحت و ۱٬۷۴۷ نفر جمعیت دارد.